# ОШ „Свети Сава” Пожаревац
Основна школа „Свети Сава” у Пожаревцу је државна образовна установа.
Основну школу „Свети Сава” чине:
- централна школа са седиштем у Пожаревцу, која организује наставу за ученике од 1 – 8 разреда,
- издвојено одељење четвороразредне школе у Ћириковцу,
- издвојено одељење за образовање одраслих у КПЗ Забела,
- издвојено одељење за образовање одраслих у КПЗ за жене у Пожаревцу,

У оквиру централне школе у Пожаревцу налази се једно комбиновано одељење за ученике лако ментално ометене у развоју.
У школи се реализује Erasmus+ пројекат који омогућава ученицима од 5 - 8 разреда да путују у неку од држава у Европи.